# 1979-es Formula–1 brit nagydíj
A brit nagydíj volt az 1979-es Formula–1 világbajnokság kilencedik futama.

## Futam
Az FW07-est gyorsan fejlesztő Williams a brit nagydíjon Alan Jonesszal megszerezte a pole-pozíciót Jabouille, Piquet és Regazzoni előtt. A rajtnál Jones állt az élre Jabouille és a jól rajtoló Regazzoni előtt. Jabouille-t a 17. körtől gumiprobléma hátráltatta, így Regazzonié lett a második hely. A harmadik hely Arnoux-é lett Scheckter és Villeneuve előtt. Jones a 39. körig maradt az élen, amikor túlmelegedett motorja miatt kiesett. Clay Regazzonié lett a vezetés, és ő szerezte meg Frank Williams csapatának első futamgyőzelmét. Arnoux végzett a második helyen, míg a harmadik helyre Jarier ért fel, miután számos ellenfelét megelőzte. Watson negyedik, Scheckter ötödik lett, míg Villeneuve és Laffite mechanikai hiba miatt kiesett.
| Helyezés | #  | Versenyző             | Csapat/Motor       | Körök | Idő/Kiesés oka      | Rajthely | Pontszám |
| -------- | -- | --------------------- | ------------------ | ----- | ------------------- | -------- | -------- |
| 1        | 28 | Clay Regazzoni        | Williams-Ford      | 68    | 1:26:11,17          | 4        | 9        |
| 2        | 16 | René Arnoux           | Renault            | 68    | +24,28              | 5        | 6        |
| 3        | 4  | Jean-Pierre Jarier    | Tyrrell-Ford       | 67    | +1 kör              | 16       | 4        |
| 4        | 7  | John Watson           | McLaren-Ford       | 67    | +1 kör              | 7        | 3        |
| 5        | 11 | Jody Scheckter        | Ferrari            | 67    | +1 kör              | 11       | 2        |
| 6        | 25 | Jacky Ickx            | Ligier-Ford        | 67    | +1 kör              | 17       | 1        |
| 7        | 8  | Patrick Tambay        | McLaren-Ford       | 66    | Kifogyott üzemanyag | 18       |          |
| 8        | 2  | Carlos Reutemann      | Lotus-Ford         | 66    | +2 kör              | 8        |          |
| 9        | 31 | Héctor Rebaque        | Lotus-Ford         | 66    | +2 kör              | 26       |          |
| 10       | 3  | Didier Pironi         | Tyrrell-Ford       | 66    | +2 kör              | 15       |          |
| 11       | 17 | Jan Lammers           | Shadow-Ford        | 65    | +3 kör              | 21       |          |
| 12       | 18 | Elio de Angelis       | Shadow-Ford        | 65    | +3 kör              | 12       |          |
| 13       | 22 | Patrick Gaillard      | Ensign-Ford        | 65    | +3 kör              | 23       |          |
| 14       | 12 | Gilles Villeneuve     | Ferrari            | 63    | Üzemanyagrendszer   | 13       |          |
| Kiesett  | 29 | Riccardo Patrese      | Arrows-Ford        | 45    | Váltó               | 19       |          |
| Kiesett  | 26 | Jacques Laffite       | Ligier-Ford        | 44    | Motorhiba           | 10       |          |
| Kiesett  | 20 | Keke Rosberg          | Wolf-Ford          | 44    | Üzemanyagrendszer   | 14       |          |
| Kiesett  | 27 | Alan Jones            | Williams-Ford      | 38    | Vízpumpa            | 1        |          |
| Kiesett  | 30 | Jochen Mass           | Arrows-Ford        | 37    | Váltó               | 20       |          |
| Kiesett  | 14 | Emerson Fittipaldi    | Fittipaldi-Ford    | 25    | Motorhiba           | 22       |          |
| Kiesett  | 15 | Jean-Pierre Jabouille | Renault            | 21    | Turbó               | 2        |          |
| Kiesett  | 5  | Niki Lauda            | Brabham-Alfa Romeo | 12    | Fék                 | 6        |          |
| Kiesett  | 1  | Mario Andretti        | Lotus-Ford         | 3     | Kerék               | 9        |          |
| Kiesett  | 6  | Nelson Piquet         | Brabham-Alfa Romeo | 1     | Kicsúszás           | 3        |          |
| NK       | 9  | Hans-Joachim Stuck    | ATS-Ford           |       |                     |          |          |
| NK       | 24 | Arturo Merzario       | Merzario-Ford      |       |                     |          |          |

## Statisztikák
Vezető helyen:
- Alan Jones: 38 (1-38)
- Clay Regazzoni: 30 (39-68)

Clay Regazzoni 5. győzelme, 14. leggyorsabb köre, Alan Jones 1. pole-pozíciója.
- Williams 1. győzelme.